# Джеймс Гандолфини
Джеймс Джоузеф Гандолфини – младши (на английски: James Joseph Gandolfini, Jr.) е американски актьор.
Най-известен е с ролята на Тони Сопрано в сериала „Семейство Сопрано“. Носител е на награда на Американския филмов институт, Златен глобус и три награди Еми.

## Смърт
Гандолфини умира внезапно на 19 юни 2013 г. в Рим, Италия, по време на кратка ваканция, тъй като се е очаквало да пътува до Сицилия на 22 юни, където е щял да получи награда на филмовия фестивал в Таормина. След ден разглеждане на забележителности в жегата, Гандолфини е открит около 22:00 местно време на пода в банята в хотел„ Босколо Екседра“ от 13-годишния си син Майкъл. Майкъл бързо се обажда на рецепцията, които звънят на парамедиците. Линейката пристига около 22:40 и екипът прави опити да съживи Гандолфини, който според сведенията е бил още жив в хотела, но впоследствие умира на път за болницата. Аутопсията на Гандолфини потвърждава, че е починал от инфаркт.